# Gaperon
Gaperon es un queso francés elaborado con leche de vaca. La producción de este queso se reduce a la zona de Auvergne. El Gaperon se ha producido desde hace ya casi 1200 años en Auvergne. Se trata de un queso con profundo aroma a leche de vaca que se suele saborizar con ajo y pimienta. Suele tener una forma ligeramente cónica. La masa puede tener un color que va desde el color marfil hasta un amarillo pálido. El caperon es un queso disponible todas las estaciones del año. Este queso suele ofrecer aromas más tiernos a medida que madura.  

## Historia
El Gaperon se elabora en la región de Auvergne y se origina en la llanura de Limagne, ubicado entre Clermont-Ferrand y Vichy en la región de Puy de Dôme. Este queso fue originariamente elaborado con la “babeurre”, suele ser la parte sobrante de la elaboración de la mantequilla (suero de leche). La leche, tras su procesamiento en mantequilla se mezcla con leche fresca para elaborar las masas del queso, durante el proceso se añade el ajo (que en la zona posee ligeras tonalidades rosáceas) y la pimienta. En los viejos tiempos se solía curar al aire fresco de la zona.